# Aniba rosaeodora
Espèce
Classification phylogénétique
Statut de conservation UICN

 EN A1d+2d : En danger
Statut CITES
Aniba rosaeodora est une espèce de plantes à fleurs de la famille des Lauracées. C'est un arbre des forêts décidues humides tropicales et subtropicales d'Amazonie et de Guyane. 
C'est une espèce menacée en raison de son exploitation à l'état sauvage, pour la production d'huile essentielle de bois de rose et dont on extrait le linalol, une molécule odorante utilisée en parfumerie et cosmétique.

« ARBOR ligno citrono Roſam ſpirante. Lauro affinis Terebinthi folio, alato, ligno adorata, candido, flore albo Sloan. Cat. Plant. Jam.
BOIS DE ROSE. Je ne ſcaurois déterminer le genre ſous lequel cet arbre doit être placé, parce que j'ignore quelle fleur, quel fruit, & quelle graine il porte. »

— Pierre Barrère, 1741.